# Greatest Hits (album de Queen)
Pour les articles homonymes, voir Greatest Hits.
Albums de Queen
Flash Gordon
(1980) Hot Space
(1982)
Greatest Hits est une compilation du groupe Queen, sortie le 26 octobre 1981. L'album est composé des plus grands succès de Queen depuis leur premier tube en 1974, Seven Seas of Rhye, jusqu'à leur récent hit à l'époque de la sortie de ce best-of, Flash.

Logo de l'album

Dans certains pays, le single Under Pressure, avec David Bowie, est inclus dans l'album. Auparavant[Quand ?], il n'y avait pas de liste de pistes universelles ni de pochette officielle pour l'album (l'album pouvait donc être très différent en fonction des pays). Il est également disponible dans le coffret The Platinum Collection.
Cette compilation est considérée comme l'album le plus vendu au Royaume-Uni, avec plus de 7 millions d'exemplaires écoulés.

## Pochette
La pochette de Greatest Hits est noire et comprend une photo du groupe où les quatre membres de Queen adoptent une pose sérieuse. Cette image convenue reflète l'esprit de ce disque censé être une anthologie de leurs meilleures compositions. La pochette intérieure du disque offre les miniatures de toutes les pochettes d'albums studio sortis depuis 1973 avec l'histoire résumée de chaque titre présent.

## Succès commercial

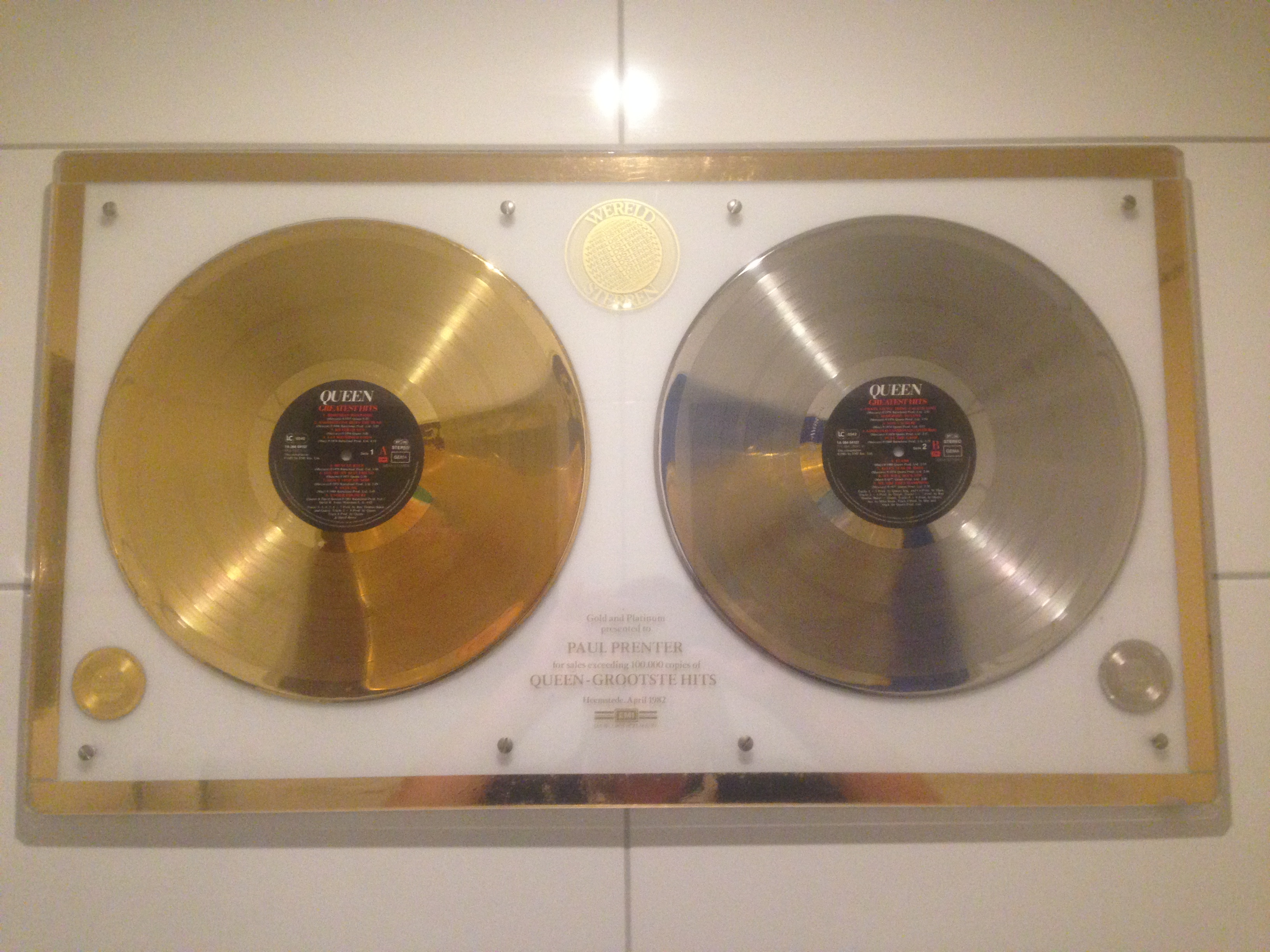
Disque d'or et de platine pour l'album, Museum RockArt, Pays-Bas

Greatest Hits a été un succès commercial dans le monde entier. Les ventes ont encore augmenté après la mort du chanteur du groupe Freddie Mercury en 1991 et la sortie du film biographique Bohemian Rhapsody en 2018. Au Royaume-Uni, il a passé quatre semaines à la première place des meilleures ventes d'albums et s'est toujours bien vendu les années suivantes. Tout au long des années 1980, il devient le quatrième album le plus vendu de la décennie sur le territoire britannique. 
Il devient le premier album a passer la barre des 7 millions de copies au Royaume-Uni en 2019 selon la BPI et l'Official Charts Company,,. En 2019, il demeure l'album le plus vendu au Royaume-Uni.
En juin 2022, Greatest Hits a passé 1 000 semaines dans les charts britanniques, ce qui lui vaut d'être certifié vingt-trois fois disque de platine.
Il a été certifié huit fois disque de platine aux États-Unis, trois fois platine au Canada, quinze fois platine en Australie et dix fois platine en Nouvelle-Zélande. Au total, il a été vendu à plus de 25 millions d'exemplaires dans le monde entier, ce qui en fait l'un des albums musicaux les plus vendus de tous les temps.

## Contenu
Certaines éditions contiennent le titre Under Pressure (placé en dernier morceau de la face A, juste après Save Me) qui se classa no 1 dans plusieurs pays au moment où se vendait la 1re édition du Greatest Hits. Cette compilation est le résumé des dix premières années de carrière de Queen et elle offre un panorama sur la musique des albums sortis entre 1974 et 1980 : seuls manquent à l'appel le 1er album Queen sorti en 1973 et leur 1er album live, Live Killers sorti en 1979 car leur(s) 45 tours n'avai(en)t pas rencontré le succès escompté.

## Titres
| 1. | Bohemian Rhapsody (de A Night at the Opera, 1975)     | Freddie Mercury | 5:55 |
| 2. | Another One Bites the Dust (de The Game, 1980)        | John Deacon     | 3:36 |
| 3. | Killer Queen (de Sheer Heart Attack, 1974)            | Mercury         | 2:57 |
| 4. | Fat Bottomed Girls (version simple, de Jazz, 1978)    | Brian May       | 4:16 |
| 5. | Bicycle Race (de Jazz, 1978)                          | Mercury         | 3:01 |
| 6. | You're My Best Friend (de A Night at the Opera, 1975) | Deacon          | 2:52 |
| 7. | Don't Stop Me Now (de Jazz, 1978)                     | Mercury         | 3:29 |
| 8. | Save Me (de The Game, 1980)                           | May             | 3:48 |

| 9.  | Crazy Little Thing Called Love (de The Game, 1980)                      | Mercury   | 2:42 |
| 10. | Somebody to Love (de A Day at the Races, 1976)                          | Mercury   | 4:56 |
| 11. | Now I'm Here (de Sheer Heart Attack, 1974)                              | May       | 4:10 |
| 12. | Good Old-Fashioned Lover Boy (de A Day at the Races, 1976)              | Mercury   | 2:54 |
| 13. | Play the Game (de The Game, 1980)                                       | Mercury   | 3:33 |
| 14. | Flash (version simple, de Flash Gordon, 1980)                           | May       | 2:48 |
| 15. | Seven Seas of Rhye (de Queen II, 1974)                                  | Mercury   | 2:47 |
| 16. | We Will Rock You (de News of the World, 1977)                           | May       | 2:01 |
| 17. | We Are the Champions (de News of the World, 1977)                       | Mercury   | 2:59 |
| 18. | Teo Torriatte (Let Us Cling Together) (Uniquement en Version Japonaise) | Brian May | 5:07 |

## Classements et certifications
| \| Classement (1981–82) \| Meilleure position \| \| --------------------------------- \| ------------------ \| \| Australie (Kent Music Report)[10] \| 2 \| \| Autriche (Ö3 Austria Top 40)[11] \| 1 \| \| Pays-Bas (Mega Album Top 100)[12] \| 1 \| \| Allemagne (Media Control AG)[13] \| 1 \| \| Nouvelle-Zélande (RIANZ)[14] \| 1 \| \| Norvège (VG-lista)[15] \| 21 \| \| Royaume-Uni (UK Albums Chart)[16] \| 1 \| \| Classement (1992) \| Meilleure position \| \| Australie (ARIA)[17] \| 8 \| \| Canada (RPM)[18] \| 4 \| \| France (SNEP Compilations)[19] \| 5 \| \| Hongrie (Mahasz) \| 12 \| \| Suède (Sverigetopplistan)[20] \| 21 \| \| Suisse (Schweizer Hitparade)[21] \| 5 \| \| États-Unis (Billboard 200)[22] \| 11 \| \| Classement (2008) \| Meilleure position \| \| Espagne (Promusicae)[23] \| 63 \| \| Classement (2011) \| Meilleure position \| \| Belgique (Wallonie Ultratop)[24] \| 78 \| \| France (SNEP)[25] \| 56 \| \| Mexique (AMPROFON)[26] \| 53 \| \| Classement (2016) \| Meilleure position \| \| Portugal (AFP)[27] \| 49 \| \| Classement (2017) \| Meilleure position \| \| États-Unis (Hard Rock Albums)[28] \| 1 \| \| Classement (2008) \| Meilleure position \| \| Mexique (AMPROFON)[29] \| 2 \| \| Classement (2018-19) \| Meilleure position \| \| Australie (ARIA Charts)[30] \| 3 \| \| Japon (Oricon)[31] \| 13 \| \| République tchèque (IFPI)[32] \| 2 \| \| Royaume-Uni (UK Albums Chart)[33] \| 23 \| \| États-Unis (Billboard 200)[34] \| 12 \| \| France (SNEP)[35] \| 41 \| | Classements annuels Cette section est vide, insuffisamment détaillée ou incomplète. Votre aide est la bienvenue ! Comment faire ? |
| Classement (1981–82) | Meilleure position |
| Australie (Kent Music Report) | 2 |
| Autriche (Ö3 Austria Top 40) | 1 |
| Pays-Bas (Mega Album Top 100) | 1 |
| Allemagne (Media Control AG) | 1 |
| Nouvelle-Zélande (RIANZ) | 1 |
| Norvège (VG-lista) | 21 |
| Royaume-Uni (UK Albums Chart) | 1 |
| Classement (1992) | Meilleure position |
| Australie (ARIA) | 8 |
| Canada (RPM) | 4 |
| France (SNEP Compilations) | 5 |
| Hongrie (Mahasz) | 12 |
| Suède (Sverigetopplistan) | 21 |
| Suisse (Schweizer Hitparade) | 5 |
| États-Unis (Billboard 200) | 11 |
| Classement (2008) | Meilleure position |
| Espagne (Promusicae) | 63 |
| Classement (2011) | Meilleure position |
| Belgique (Wallonie Ultratop) | 78 |
| France (SNEP) | 56 |
| Mexique (AMPROFON) | 53 |
| Classement (2016) | Meilleure position |
| Portugal (AFP) | 49 |
| Classement (2017) | Meilleure position |
| États-Unis (Hard Rock Albums) | 1 |
| Classement (2008) | Meilleure position |
| Mexique (AMPROFON) | 2 |
| Classement (2018-19) | Meilleure position |
| Australie (ARIA Charts) | 3 |
| Japon (Oricon) | 13 |
| République tchèque (IFPI) | 2 |
| Royaume-Uni (UK Albums Chart) | 23 |
| États-Unis (Billboard 200) | 12 |
| France (SNEP) | 41 |

### Certifications
| Pays                    | Ventes      | Certifications |
| ----------------------- | ----------- | -------------- |
| Allemagne (BVMI)        | 1 750 000 + | 7 × Or         |
| Argentine (CAPIF)       | 500 000 +   | Diamant        |
| Australie (ARIA)        | 1 050 000 + | 15 × Platine   |
| Autriche (IFPI)         | 200 000     | 4 × Platine    |
| Brésil (ABPD)           | 250 000     | Platine        |
| Canada (CRIA)           | 300 000 +   | 3 × Platine    |
| Espagne (Promusicae)    | 50 000 +    | Or             |
| États-Unis (RIAA)       | 9 000 000 + | 9 × Platine    |
| Finlande (IFPI)         | 55 058      | Platine        |
| France (SNEP)           | 200 000     | 2 × Platine    |
| Italie (FIMI)           | 50 000      | Platine        |
| Nouvelle-Zélande (RMNZ) | 150 000 +   | 10 × Platine   |
| Pays-Bas (NVPI)         | 100 000     | Platine        |
| Pologne (ZPAV)          | 10 000      | Or             |
| Royaume-Uni (BPI)       | 7 000 000   | 23 × Platine   |
| Suède (IFPI)            | 50 000 +    | Or             |
| Suisse (IFPI)           | 250 000 +   | 5 × Platine    |